# TFG
TFG (англ. TRK-fused gene) — білок, який кодується однойменним геном, розташованим у людей на короткому плечі 3-ї хромосоми. Довжина поліпептидного ланцюга білка становить 400 амінокислот, а молекулярна маса — 43 448.
| 10         |  | 20         |  | 30         |  | 40         |  | 50         |
| ---------- |  | ---------- |  | ---------- |  | ---------- |  | ---------- |
| MNGQLDLSGK |  | LIIKAQLGED |  | IRRIPIHNED |  | ITYDELVLMM |  | QRVFRGKLLS |
| NDEVTIKYKD |  | EDGDLITIFD |  | SSDLSFAIQC |  | SRILKLTLFV |  | NGQPRPLESS |
| QVKYLRRELI |  | ELRNKVNRLL |  | DSLEPPGEPG |  | PSTNIPENDT |  | VDGREEKSAS |
| DSSGKQSTQV |  | MAASMSAFDP |  | LKNQDEINKN |  | VMSAFGLTDD |  | QVSGPPSAPA |
| EDRSGTPDSI |  | ASSSSAAHPP |  | GVQPQQPPYT |  | GAQTQAGQIE |  | GQMYQQYQQQ |
| AGYGAQQPQA |  | PPQQPQQYGI |  | QYSASYSQQT |  | GPQQPQQFQG |  | YGQQPTSQAP |
| APAFSGQPQQ |  | LPAQPPQQYQ |  | ASNYPAQTYT |  | AQTSQPTNYT |  | VAPASQPGMA |
| PSQPGAYQPR |  | PGFTSLPGST |  | MTPPPSGPNP |  | YARNRPPFGQ |  | GYTQPGPGYR |
|            |  |            |  |            |  |            |  |            |

A: Аланін

C: Цистеїн

D: Аспарагінова кислота

E: Глутамінова кислота

F: Фенілаланін

G: Гліцин

H: Гістидин

I: Ізолейцин

K: Лізин

L: Лейцин

M: Метіонін

N: Аспарагін

P: Пролін

Q: Глутамін

R: Аргінін

S: Серин

T: Треонін

V: Валін

Кодований геном білок за функцією належить до фосфопротеїнів. 
Задіяний у таких біологічних процесах як поліморфізм, ацетиляція, альтернативний сплайсинг. 
Локалізований у ендоплазматичному ретикулумі.